# Kim Kim Gallery

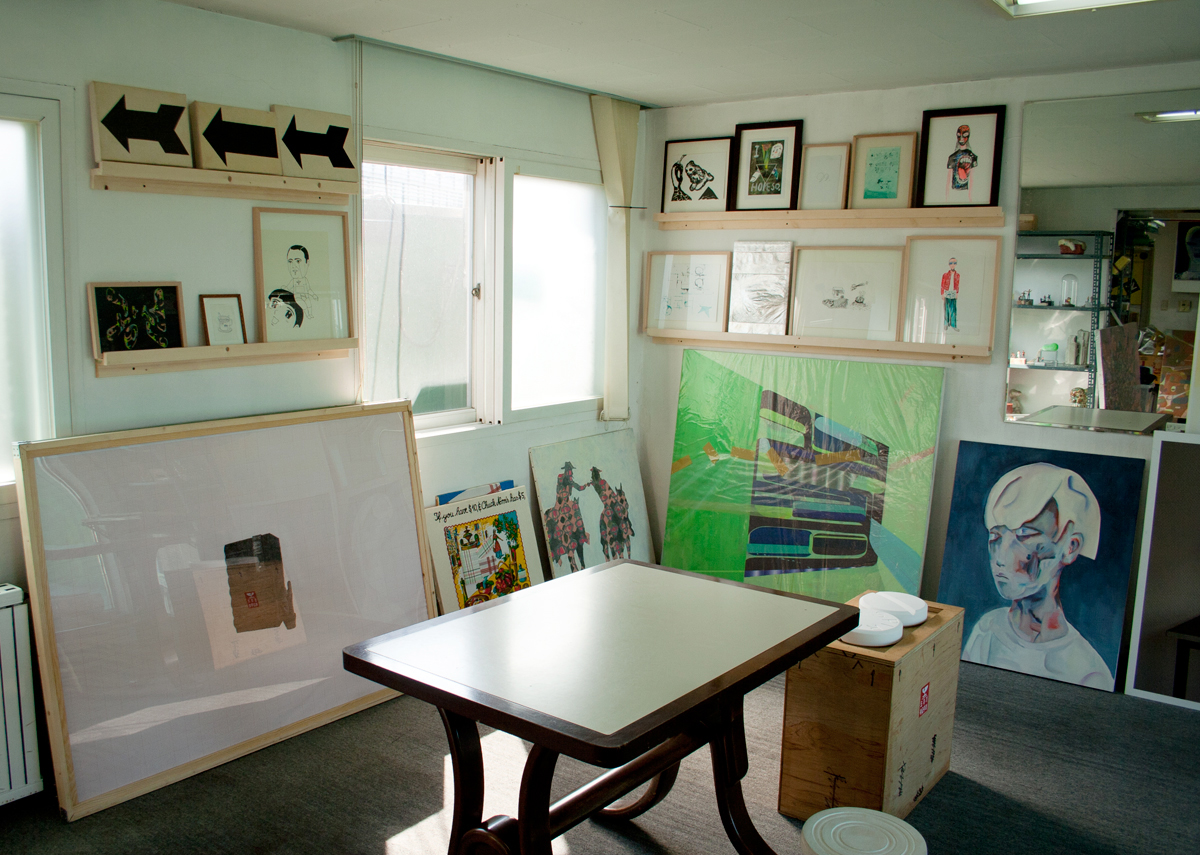
Schaulager der Kim Kim Gallery in Seoul

Kim Kim Gallery ist eine Galerie für zeitgenössischer Kunst in Glasgow, Schottland.

## Geschichte, Aktivitäten, beteiligte Künstler
Die Kim Kim Gallery wurde im Jahre 2008 durch eine gleichnamige Ausstellung in der Market Gallery in Glasgow, Schottland, ins Leben gerufen. Geleitet wird sie von Gregory Maass & Nayoungim, einem deutsch-koreanischen Künstlerduo. Die Galerie beschreibt sich als gemeinnütziges Unternehmen und lokatives Kunstwerk.
Ihr bisher umfangreichstes Projekt nennt sich "Douglasism Festival 2013", ein Festival um das Schaffen des britischen Künstlers Douglas Park, das im Herbst 2013 in Seoul stattfand. Die Galerie war mit dem Projekt 'Douglasism' auf der internationalen Kunstmesse Art:Gwangju:12 in Südkorea vertreten. 2012 erhielt KKG einen Auftrag als Ausstellungsdesigner für die Daegu Photo Biennial Sonderausstellung.
Künstler, die mit der Galerie zusammenarbeiten, sind etwa Klaus Weber, Sophie von Hellermann, Geert Goiris, Stefan Ettlinger, Jeff Gabel, Douglas Park, Chung Seoyoung, Nakhee Sung, Nakyoung Sung, Robert Estermann, Nicolai Seyfarth und Ingo Baumgarten.

## Rezeption
Die Ausstellung "Apple vs. Banana" wurde durch das Art in Culture Magazine zu einer der besten Ausstellungen des Jahres 2011 gewählt.